# Ruggero Pertile
Rugero Pertile (Camposampiero, 8. kolovoza 1974.) talijanski je atletski dugoprugaš, natjecatelj u utrkama na duge pruge, polumaratonu i maratonu. Bio je pobjednik Rimskog gradskog maratona 2004., a Italiju je predstavljao na četirima Svjetskim prvenstvima i dvjema Olimpijskim igrama.

## Športska karijera
Već na svom prvom međunarodnom seniorskom nastupu na Svjetskom prvenstvu 2003. u Parizu trčao je svoj osobni rekord zauzevši 23. mjesto. Nakon osvajanja Rimskog gradskog maratona, ponovo je nastupio na Svjetskom prvenstvu 2005., ovaj put u Helsinkiju. Trčao je ispod svojih mogućnosti te završio 35. u polumaratonu. Na Europskom prvenstvu sljedeće godine u Göteborgu bio je isključen zbog preranog starta. 
Iako nije imao značajnijih uspjeha tijekom 2007. uspio se plasirati na Olimpijske igre 2008. u Pekingu. U poluzavršnici je popravio svoj osobni rekord za 6 sekundi i osvojio visoko 15. mjesto, ostvarivši najbolji rezultat svoje karijere.
U završnici Mediteranskih igara 2009. u talijanskoj Pescari, izmaklo mu je odličje pred domaćim gledateljstvom. Bio je 4. u polumaratonu, a odličje je izgubio u zadnjem krugu utrke. Isti uspjeh ostvario je u završnici Europskom prvenstvu 2010. u Barceloni, gdje mu je brončano odličje izmaklo za manje od 80 stotinki; ruski maratonac Dimitri Safronov bio je brži i okitio se broncom. Zlato je tada pripalo Švicarcu Viktoru Röthlinu.
Iznenadno je pobijedio na kišnom Torinskom maratonu 2010., a iste godine bio je brončani na Europskom maratonskom kupu u Barceloni. Sljedeće godine bio je drugi na Milanskom gradskom maratonu, iza Kenijca Daniela Tooa, osvajača mnogih europskih gradskih maratona.
Na Svjetskom prvenstvu 2011. u južnokorejskom Daeguu pokazao je dobru formu osvojivši 8. mjesto u maratonu. Time se bio plasirao na Olimpijske igre 2012. u Londonu, gdje je u istoj utrci bio 10. istrčavši maraton samo sekundu sporije nego na lanjskom SP-u. Nakon Olimpijskih igara, Italiju je predstavljao i na Mediteranskim igrama 2013. Iako nije trčao osobni rekord, u polumaratonskoj utrci ulicama Mersina osvojio je srebrno odličje istrčavši ju u sat i sedam minuta.